# Per Möller Jensen
Per Möller Jensen är en dansk trummis som har spelat i det svenska thrash metal-bandet The Haunted. Han har även spelat trummor i banden Invocator, Konkhra och Nightrage.